# Jozef Van Santvoort
Jozef Frans Van Santvoort (Borgerhout, 25 mei 1885 - Antwerpen, 26 januari 1962) was een Belgisch politicus voor de BWP.

## Levensloop
Hij was een zoon van Petrus Van Santvoort en van Anna Van Reeth. Hij trouwde met Maria Bax. 
Schrijnwerker van beroep, werd hij in 1918 secretaris van de socialistische houtbewerkersbond van Antwerpen. Hij werd provincieraadslid van 1925 tot 1936, lid van de Commissie voor Openbare Onderstand van Antwerpen van 1925 tot 1932 en gemeenteraadslid van Antwerpen van 1932 tot 1938. In 1936 werd hij verkozen tot socialistisch volksvertegenwoordiger voor het arrondissement Antwerpen en vervulde dit mandaat tot in 1946. In 1926 werd hij voorzitter voor het gewest Antwerpen van de Algemene Centrale (AC), nadat hij eerst ondervoorzitter was geweest. Hij was ook beheerder (sinds 1930) en voorzitter (sedert 1938) van de BVV-Mutualiteiten-Federatie Antwerpen. 
Tijdens de Tweede Wereldoorlog bleef Van Santvoort vakbondssecretaris en sloot zich met zijn organisatie aan bij de collaborerende eenheidsvakbond Unie van Hand- en Geestesarbeiders (UHGA). Men oordeelde na de oorlog dat hij hiermee gefaald had, maar het feit dat hij binnen die organisatie al in oktober 1941 werd ontslagen vanwege zijn voortdurende tegenwerking, maakte dat hierover de spons werd geveegd. In 1945 werd beslist door de socialistische partij en door het Algemeen Belgisch Vakverbond (ABVV) hem opnieuw in dienst te nemen om de extra-syndicale inrichtingen te beheren en zich bezig te houden met de terugvordering van de fondsen en goederen die de UHGA zich had toegeëigend.